# Avex tune
avex tune（エイベックス チューン）は、エイベックス・エンタテインメントの社内レコードレーベル。

## 概要
avex tuneの“tune”とは、車のチューン・ナップや、楽曲の最新チューンなどの“より進化した”という意味で、日々変化し続けるミュージック・シーンや多種多様化するアーティストに対応し、エイベックスらしい話題性のある斬新なアーティストや楽曲をリリースするというのがこのレーベルの主旨。
以前は芸能事務所・ライジングプロダクションが一時的に利用をしていたが、avexと同事務所が連携された形で、新レーベル・SONIC GROOVEが発足。また、Folder及びFolder5は解散（メンバーである三浦大知、AKINAはソロとして）、DA PUMPも利用していたがメンバーの編成などにより消滅（後に上述レーベルに移籍）。このうち残ったのは、観月ありさとm.o.v.eのみとなっていたが、m.o.v.eは2013年を以って解散となった。2020年現時点でライジング所属かつ本レーベルを利用しているのは観月のみとなり実質的に観月のプライベートレーベルとなっている。
規格品番はCDがAVCT、DVDがAVBT、VHSがAVVT、BDがAVXT、USBメモリなどの特殊商品がAVZT。
第1弾CDはDA PUMPのデビューシングル「Feelin'Good-It's PARADISE-」（AVDT-20000）。

## 所属アーティスト
- 観月ありさ（日本コロムビアから移籍）

## かつて所属していたアーティスト
- DA PUMP （同社のSONIC GROOVEへ移籍）
  - ISSA
- 井手麻理子 （cutting edgeへ移籍）
- 小田木望 （活動休止）
- AN-J （活動休止）
- Folder （活動休止）
  - 三浦大知（初期の元メンバー。脱退後は同社のSONIC GROOVEレーベルに所属しソロデビュー）
  - Folder5 （活動休止）
    - AKINA（同社のSONIC GROOVEレーベルに所属）
- jeanne （活動休止）
- m.o.v.e (2013年解散)
- Orbitribe （活動休止）
- pool bit boys （2001年解散）
- VENUS （活動休止）
- YURIMARI （1999年解散）